# Tityus neglectus
Espèce
Synonymes
- Tityus bromelicola Matthiesen, 1981

Tityus neglectus est une espèce de scorpions de la famille des Buthidae.

## Distribution
Cette espèce est endémique du Brésil. Elle se rencontre au Rio Grande do Norte, au Pernambouc, au Sergipe et au Bahia.

## Description
La femelle holotype mesure 64 mm.
Le mâle décrit par Lourenço et von Eickstedt en 1988 mesure 54,9 mm et la femelle 71,1 mm.

## Systématique et taxinomie
Cette espèce a été décrite par Mello-Leitão en 1932.
Tityus bromelicola a été placée en synonymie par Lourenço et von Eickstedt en 1988.

## Publication originale
- Mello-Leitão, 1932 : « Notas sobre Escorpiões Sul-Americanos. » Archivos do Museu Nacional do Rio de Janeiro, vol. 34, p. 9–46 (texte intégral).